# Walter Buch
Walter Buch, född 24 oktober 1883 i Bruchsal, död 12 september 1949 i Schondorf am Ammersee, Bayern, Västtyskland, var en tysk jurist och SS-Obergruppenführer. Han var partiet NSDAP:s högste domare. Efter andra världskriget dömdes han för krigsförbrytelser till fem års fängelse.

## Biografi
Buch lärde känna Adolf Hitler 1920 och inträdde 1922 i NSDAP. Året därpå, 1923, blev Buch medlem av Sturmabteilung (SA) och kom under de kommande två åren att organisera SA i Franken. I november 1927 blev han chef för Untersuchungs- und Schlichtungsausschusses (UschlA), föregångaren till Oberstes Parteigericht der NSDAP, NSDAP:s högsta partidomstol. Buch invaldes 1928 i tyska riksdagen, en post han skulle komma att inneha fram till 1945. År 1929 gifte sig Buchs äldsta dotter, Gerda (1909–1946), med Martin Bormann.
Som chef för Oberstes Parteigericht der NSDAP var Buch juridiskt ansvarig för utrensningsaktioner inom NSDAP. Han gav sitt stöd åt morden under De långa knivarnas natt den 30 juni 1934 och rättfärdigade dem rättsligt. Varande övertygad antisemit stödde han även övergreppen mot judar under Kristallnatten 1938. Buch hade i en artikel i tidskriften Deutsche Justiz den 21 oktober 1938 hävdat, att judar inte är att betrakta som människor, och att de representerar förruttnelsen i samhället.

### Efter andra världskriget
Buch greps av amerikanska soldater den 30 april 1945 och sattes i krigsfångelägret "Askkoppen" i Mondorf-les-Bains i sydöstra Luxemburg. Den amerikanska underrättelsetjänsten företog en rad förhör med Buch, och han inkallades som vittne vid krigsförbrytarrättegången i Nürnberg 1945–1946. En denazifieringsdomstol i Garmisch-Partenkirchen dömde i augusti 1948 Buch till fem års fängelse. Straffet reducerades dock senare, och i september 1949 frisläpptes han. Samma månad begick Buch självmord; han skar upp handlederna och kastade sig i sjön Ammersee i Bayern.